# Долина ірисів (Львівська область)
Долина ірисів — ботанічний заказник загальнодержавного значення в Україні. Розташований у Миколаївському районі Львівської області, біля села Надітичі.
Площа — 19,9952 га. Статус надано Указом Президента України від 30 листопада 2020 року № 525/2020.
Охороняється ділянка з унікальною популяцією півників сибірських (Iris sibirica L.), а також інших видів, занесених до Червоної книги України, у тому числі рябчик шаховий (Frittilaria meleagris L.), пізньоцвіт осінній (Colchicum autumnale L.), осока Девелла (Carex davalliana Smith).
Ділянку виявили та описали науковці кафедри ботаніки та Гербарію Львівського національного університету імені Івана Франка під керівництвом професора Лідії Тасєнкевич.

## Галерея

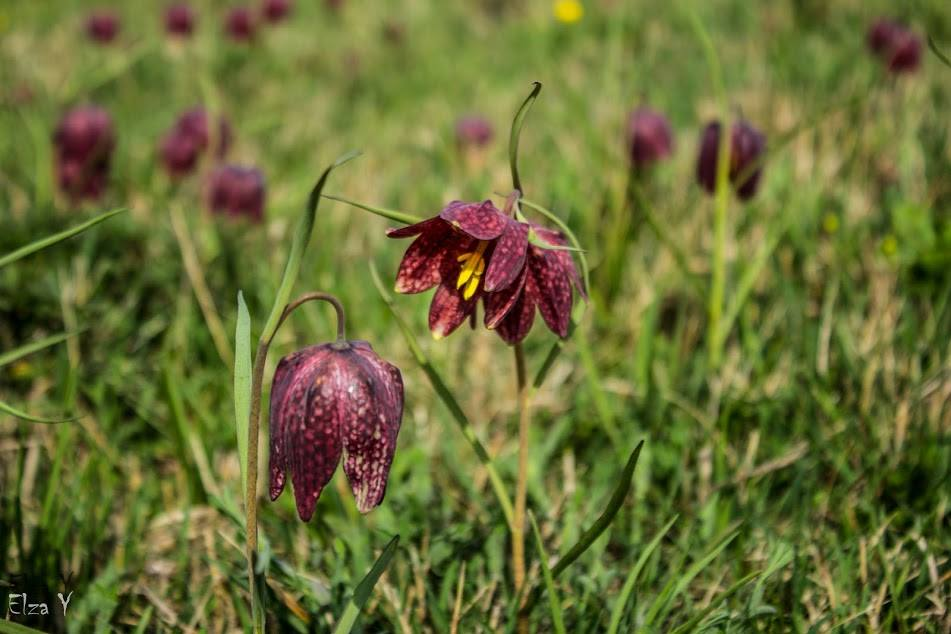
Рябчик шаховий в долині ірисів